# Tabankulu
Tabankulu é uma cidade de Essuatíni localizada no distrito de Lubombo.